# Портрет Аделі Блох-Бауер II
«Портрет Аделі Блох-Бауер II» (нім. Bildnis Adele Bloch-Bauer II) — великоформатна картина австрійського художника Густава Клімта. Відноситься до пізнього, декоративно-експресіоністського періоду творчості художника, коли під впливом французьких художників він остаточно відійшов від свого характерного «золотого стилю». Адель Блох-Бауер-єдина з віденських дам, для якої Клімт написав два портрети. У 1913 році портрет Аделі Блох-Бауер II брав участь у XI Міжнародній художній виставці в Мюнхені.
На портреті Адель одягнена в закриту, вузьку і довгу в підлогу світлу сукню на ґудзиках, перев'язану на поясі широким синім шарфом, зі спідницею, яка приховує ноги жінки, виконаною широкими ярусами в смужку або дрібний малюнок. Закриту шию Аделі прикрашає широке намисто з тонкого ланцюжка або дрібних перлів. Поверх сукні Адель накинула довгий, від голови до п'яток, палантин з хутряною облямівкою. Одягом приховано все тіло, крім обличчя і рук. Її зачіску приховує величезний темний капелюх з білим пір'ям, поля якого видно тільки знизу. Обличчя Аделі з темними, високо вигнутими бровами, важкими повіками і великим червоним ротом звернено прямо до глядача, а тіло виглядає застиглим. Як і на першому портреті, образ Аделі виглядає млявим. Адель Блох-Бауер зображена такою, що стоїть на килимі з візерунком з квітів і змійок, що нагадують за формою букву B, як у візерунках з першого, «золотого» портрета. На перший портрет Аделі натякає і візерунок у вигляді півкіл. Фон портрета «стіна», розділена на кілька частин. На світло-ліловій стіні закріплений зелений квадрат в квіточку — своєрідна стінна штора, що нагадує квіткову галявину. У червоній зоні фону зображені вершники, що скачуть до будинку, схожому на храм, від інших фонових фігур у верхній частині портрета видно тільки ноги, як ніби б Адель стояла перед нижньою частиною мальовничого фриза в стилі азійського мистецтва.
Разом з першим портретом Аделі і ще трьома пейзажами кисті Клімта картина з 1998 року була предметом тривалого судового розгляду про реституцію між австрійською Республікою і спадкоємицею Блох-Бауерів Марією Альтман, що завершився в 2006 році на користь останньої. Після аншлюсу Австрії в 1938 році колекція з п'яти робіт Густава Клімта, що належала Фердинанду Блох-Бауеру, була передана в Австрійську галерею. Австрійська держава не скористалася своїм правом переважного придбання художніх цінностей за 300 млн доларів США, які запросила за повернуті їй картини Марія Альтман, і в 2006 році портрет Аделі Блох-Бауер II в числі інших був вивезений в Лос-Анджелес, де 8 листопада був проданий з аукціону «Крістіс» за 88 млн доларів США. Покупцем портрета стала американська телеведуча і продюсер Опра Вінфрі. У 2014 році Вінфрі надала портрет Аделі Блох-Бауер II як музейну позику нью-йоркському Музею сучасного мистецтва, але вже в 2016 році за посередництва арт-дилера Ларрі Гагосяна продала полотно за 150 млн доларів невідомому китайському покупцеві.